# Sonata per pianoforte n. 4 (Mozart)
La Sonata per pianoforte n. 4 in Mi bemolle maggiore K 282 fu scritta da Wolfgang Amadeus Mozart presumibilmente a Monaco di Baviera verso la fine del 1774 dove si era recato per la messa in scena dell'opera La finta giardiniera; appartiene a un ciclo di sei sonate per pianoforte (dalla K 279 alla K 284), considerate le sue prime importanti sonate per questo strumento.
Al rientro a Salisburgo nel marzo 1773, dopo il suo terzo viaggio in Italia, Mozart riprese l'incarico di konzertmeister presso l'arcivescovo Colloredo. Si dedicò a un'intensa attività compositiva che riguardò diversi generi; scrisse numerose sinfonie, serenate, concerti per violino e alcune sonate per pianoforte; quella in Mi bemolle maggiore fa parte di un gruppo piuttosto eterogeneo, non ancora caratterizzate da uno stile spiccatamente personale, ma con influenze di altri autori quali Carl Philipp Emanuel Bach o Franz Joseph Haydn.
Mozart suonò spesso questa sonata insieme al gruppo completo di sei, in particolare durante il suo soggiorno a Mannheim nel 1777.

## Struttura
La sonata è costituita da quattro tempi:
- Adagio (Mi bemolle maggiore)
- Minuetto I (Si bemolle maggiore)
- Minuetto II (Mi bemolle maggiore)
- Allegro (Mi bemolle maggiore)

Il primo e l'ultimo sono entrambi costruiti sulla forma-sonata e presentano caratteri diversi: il primo tempo insolitamente è un tempo lento e molto melodico; il quarto è brioso e molto vivace.
I due minuetti centrali conservano la forma tipica della danza e costituiscono insieme quasi un movimento unico. 
La tonalità d'impianto di Mi bemolle maggiore è sempre presente tranne che nel primo minuetto che è in Si bemolle maggiore (la tonalità costruita sul quinto grado di Mi bemolle, cioè Si bemolle). L'elemento "collante" tra tutti i tempi della sonata, oltre alla tonalità, è la scelta dei tempi: tutti binari.
- Il primo tempo presenta un'Esposizione con le presentazioni del primo e del secondo tema (le prime tre battute, più due quarti della quarta battuta, costituiscono l'introduzione; il primo tema si apre sul terzo tempo della quarta battuta e prosegue fino alla nona battuta; segue il secondo tema fino alla battuta 15. Il primo tema è costruito in tonalità d'impianto (Mi bemolle maggiore), il secondo in Si bemolle maggiore, la scala costruita sulla dominante. Segue lo Sviluppo: dalla battuta 16 alla 21 gli elementi dell'esposizione sono rielaborati per chiudere con una codetta. La Ripresa presenta il primo tema è arricchito e variato ritmicamente. Il secondo tema, a differenza della parte espositiva, è scritto secondo la tonica. La Coda finale chiude il movimento con la ripresa dell'introduzione.

- Il primo Minuetto è suddiviso in tre parti con il tema principale che è proposto nella sezione centrale; è scritto nella tonalità di Si bemolle maggiore. Il secondo Minuetto ha l'aspetto di una breve forma-sonata; i due temi sono piuttosto simili e  presentano motivi di ispirazione a danze popolari.

- L'ultimo movimento, Allegro, è nella classica forma-sonata, ha un carattere spigliato e vivace.

### Annotazioni
1. ↑  Secondo una lettera di Leopold Mozart la sonata, insieme alle altre sei, era stata scritta da Wolfgang a Salisburgo; Leopold chiede alla figlia Nannerl di portarle con sé a Monaco in occasione della rappresentazione de La finta giardiniera. Cfr. Lettera di Leopold Mozart alla famiglia, Monaco, 21 dicembre 1774

### Fonti
1. ↑   Programma di sala del Concerto dell'Accademia di Santa Cecilia, Roma, Auditorio di via della Conciliazione, 13 marzo 1987
2. ↑  Gianfranco Sgrignoli, Invito all'ascolto di Mozart, Milano, Mursia, 2017
3. ↑  Georg Nikolaus Nissen, Biografia di Wolfgang Amadeus Mozart, traduzione di Marco Murara, Varese, Zecchini, 2018
4. ↑  Sonate in ES KV 282.